# (74343) 1998 VH29
(74343) 1998 VH29 – planetoida z pasa głównego asteroid okrążająca Słońce w ciągu 4,31 lat w średniej odległości 2,65 j.a. Odkryta 10 listopada 1998 roku.